# ساكر بنش
ساكر بنش (بالإنجليزية: Sucker Punch)‏ هو فيلم حركة أُصدر في الولايات المتحدة سنة 2011. الفيلم من إخراج زاك سنايدر.

## طاقم التمثيل
- إيميلي براوننغ
- جينا مالون
- فانيسا هادجنز
- جيمي تشونغ
- كارلا جوجينو

## القصة
فتاة تدعى بيبي دول يحجزها زوج أمها في مستشفى للأمراض العقلية، وأثناء إجراءها لعملية بداخل المستشفى تخوض معركة في عالم فانتازي بداخل عقلها، تحاول فيه التحرر من سجنها بصحبة أربعة فتيات أخريات.

## الميزانية والإيرادات
بلغت تكلفة إنتاج الفيلم حوالي 82 مليون دولار بينما حقق أرباحا تقدر بـ 89,792,502 دولار.

## روابط خارجية
- ساكر بنش على موقع IMDb (الإنجليزية)
- ساكر بنش على موقع ميتاكريتيك (الإنجليزية)
- ساكر بنش على موقع روتن توميتوز (الإنجليزية)
- ساكر بنش على موقع نتفليكس (الإنجليزية)
- ساكر بنش على موقع قاعدة بيانات الأفلام العربية
- ساكر بنش على موقع ألو سيني (الفرنسية)
- ساكر بنش على موقع Turner Classic Movies (الإنجليزية)
- ساكر بنش على موقع أول موفي (الإنجليزية)
- ساكر بنش على موقع بوكس أوفيس موجو (الإنجليزية)
- ساكر بنش على موقع فيلمافينيتي (الإسبانية)